# The Big Swallow
The Big Swallow – brytyjski krótkometrażowy film niemy z 1901 roku w reżyserii Jamesa Williamsona.
The Big Swallow to jeden z najbardziej niezwykłych filmów stworzonych przez Williamsona, który w pomysłowy sposób wykorzystał ekstremalne zbliżenie, aby stworzyć jeden z przełomowych obrazów wczesnego kina brytyjskiego i światowego, odwołując się do surrealizmu. Chociaż cel Williamsona był przede wszystkim komiczny i bez wątpienia zainspirowany niechcianą uwagą coraz bardziej bystrych przechodniów podczas kręcenia jego krótkometrażowych produkcji, The Big Swallow jest również jednym z najważniejszych wczesnych filmów brytyjskich, ponieważ był jednym z pierwszych, które celowo wykorzystywały kontrast między okiem kamery a widzami oglądającymi finalne dzieło. 

## Fabuła
Pewien jegomość w kapeluszu i z laseczką żywo gestykulując wyraża swój bliżej nieokreślony sprzeciw. Bohater stopniowo zbliża się do kamery, aż w końcu widzimy tylko jego usta, a ostatecznie jedynie ciemność gardła, w którą wpada kamera, a potem kamerzysta. Na zakończenie ponownie ukazuje nam się twarz bohatera przeżuwającego tychże i diabolicznie się uśmiechającego, najwyraźniej zadowolonego z tego co zrobił.